# Grevskapet Isenburg

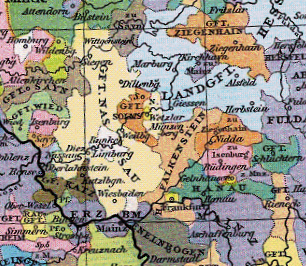
Isenburgs område 1400 markerat i rosa.

Isenburg (Ysenburg), var tidigare ett riksomedelbart, senare mediatiserat område ("standesherrschaft"), som tillhörde den furstliga och grevliga ätten Isenburg. Det låg dels i preussiska regeringsområdet Kassel, dels i hessiska provinsen Starkenburg och Oberhessen samt omfattade 990 km2 med omkring 58000 invånare (1910). Ättens stamhus var slottet Isenburg, som låg invid den lilla köpingen Isenburg i preussiska regeringsområdet Koblenz.

## Källa
- Isenburg i Nordisk familjebok (andra upplagan, 1910)